# Superoxide
Een superoxide is een chemische verbinding die het superoxide-ion {\displaystyle O_{2}^{-\bullet }} bevat.
Naast het superoxide-ion bevat de verbinding in de regel een alkali- of aardalkalimetaal-ion. 
Enkele voorbeelden:
- Natriumsuperoxide: NaO2
- Kaliumsuperoxide: KO2
- Lithiumsuperoxide: LiO2
- Calciumsuperoxide: Ca(O2)2
- Bariumsuperoxide: Ba(O2)2

Superoxiden zijn reactieve en sterke reductoren, reactiever dan peroxiden.

## Structuur

Superoxide-ion

### Radicaal
Het {\displaystyle O_{2}^{-\bullet }} superoxide-ion is een radicaal, dat een ongepaard elektron bevat en daarom paramagnetische eigenschappen heeft. Formeel heeft elk zuurstofatoom in het superoxide-ion een oxidatietoestand van −1/2.

### Lewisstructuur
De Lewisstructuur (zie figuur), suggereert dat beide zuurstofatomen een verschillende oxidatietoestand hebben: eentje heeft oxidatiegetal 0, het andere heeft oxidatiegetal -1. Deze beschrijving gaat echter uit van een heel statisch model van elektronen in een molecuul.

### Orbitalen
Een meer dynamische beschrijving van het deeltje gaat uit van de mogelijkheden van de elektronen in een molecuul dizuurstof. In de figuur hiernaast is de elektronenverdeling weergegeven voor het neutrale molecuul. We zien links en rechts de orbitalen van de losse zuurstofatomen, in het midden de orbitalen van het deeltje dizuurstof.  Om de elektronen van de neutrale stof allemaal een plaats te geven wordt opgevuld tot en met twee enkel bezette orbitalen.  De orbitaalstructuur verandert door het toevoegen van een extra elektron niet: het extra elektron in het superoxide-anion vindt een plek in de laagste vrije orbitaal: een van de twee enkel bezette orbitalen.
Het gevolg is dat het diradicaal dizuurstof wordt omgezet in het superoxide radicaal-anion.  Omdat het extra elektron in een moleculaire orbitaal geplaatst wordt is het niet aan een van de twee zuurstof-atomen gekoppeld.  Hiermee komt de structuur dan weer erg in de buurt van twee zuurstofatomen, beide met een oxidatiegetal van −1/2.

## Biologie
Als gevolg van de biologische oxidatieve reacties, kan ook superoxide-ion als bijproduct in cellen ontstaan. Dit is een zeer reactief deeltje. Het deeltje wordt dan ook zo snel mogelijk, voor het schade kan aanrichten, door het enzym superoxidedismutase opgeruimd. Superoxide wordt in verband gebracht met allerlei ziekten en het verouderingsproces. Het enzym superoxidedismutase dat superoxide laat reageren tot zuurstof en waterstofperoxide, is voor zover bekend het snelste enzym.